# ないある!
『ないある！』は2008年5月から放送開始されているインターネットラジオ番組。制作はAG-promotion。

## 概要
主に美少女ゲームの音響制作を手がけるAG-promotionがプロデュースする番組で、不定期更新。
メインパーソナリティーはAG-promotionの専属声優である倉田まりやと月一で選ばれたゲスト声優で進行する。番組のコンセプトは「ノンスポンサーでお届けする何者にも縛られないフリーダムなラジオ番組」となっている。ユルさと自由さを武器に他のラジオ番組とコラボしたり、収録日を公表してその内に編集を済ませて配信するなど、制約に捉われない番組作りを行っている。しかしこれはノンスポンサーであるが故に自社スタジオを使用しているため、スタジオが混み入ると収録時間がタイトになるという裏事情がある。バックナンバーあり。
以前は『メイメイ×まりやのわからないにもほどがあるッ！！』というタイトルだったが、2011年4月一杯でパーソナリティーの一人である御苑生メイが卒業。一か月の期間を空けた上で現在の体制になりタイトルとBGMが一新された。
2011年11月より新たなメインパーソナリティに氷室百合が抜擢された。
2012年10月14日から、パーソナリティを藤乃理香と柚原みうに変更して再スタート。
2016年10月22日の114回目となる配信からYoutubeチャンネル「Channel AG-promotion」での配信に移行した。尚、110回まではAG-promotion Radio Clubのバックナンバーからダウンロードも可能である。114回目では藤乃理香に加えて新たに広深香菜がパーソナリティに就任、同年からは同チャンネル内ではんなりバリカタ!の配信も始まっている。
その後は隔週更新を理想としつつ独特なペースのYoutube配信が続いていたが2018年2月25日の第133回配信から数日後、AG-promotionのお知らせからパーソナリティを担当していた藤乃理香の事務所を離れた事の報告と声優業を終了する事の報告が同時に文面で行われた。よって、133回目での配信が藤乃最後の出演となっている。現状では134回目以降の配信時期は未定である

## パーソナリティー
- 藤乃理香：番組内愛称は「ふじのん」
- 広深香菜：番組内愛称は「かなっぺ」

## マンスリーパーソナリティー
- 葉村夏緒(2011年6月):愛称は「はむはむ」
- 御子神猫(2011年7月)
- 氷室百合(2011年8・9月)
- 柚原みう(2011年10月)

## 歴代パーソナリティー
- 御苑生メイ：番組内愛称は「メイメイ」
- 倉田まりや：番組内愛称は「たまちゃん」
- 氷室百合：番組内愛称は「ひむろっく」
- 星野七海:番組内愛称は「ななみん」
- 柚原みう:番組内愛称は「みう君」

## タイトル
『メイメイ×まりやのわからないにもほどがあるッ！！』(旧タイトル)
- 番組開始前に倉田と御苑生を含めたスタッフ全員が椿屋珈琲店に籠って考えたもの。しかも倉田がトイレに行っている間になし崩し的に決定されたため、タイトルをプレゼンしていた倉田にとっては寝耳に水な出来事であったという。ちなみにその時の倉田一押しのタイトルは『メイとまりやのレベルアップ』で、二人が経験を積みながら成長していくようなイメージであったらしい。

『ないある！』
- 正式発表は無し。しかし旧タイトル時代から略称として使用されていた。

## あいさつ・愛称
あいさつは、本放送前のプレ配信において台本に書かれていた「わからずや～ッ！！」をそのまま採用。リスナーからは「わかラジわ～ッ！！」の投稿もあったが、番組タイトルにラジオが入ってないことから放送内で倉田がNGを出して却下された。
愛称はパーソナリティーが普段呼び合っているものをそのまま採用。ただし「うめちゃん」はリスナー投稿。御苑生曰く、「おばあちゃんみたい」とのこと。新体制になってからもこの部分は変更されていない。

## ノベルティー
2009年まで、パーソナリティー二人が番組終了後に収録したシステムボイスが、リスナーの名前入りで添付ファイルとして送信されていた。2010年より、毎回投稿されたハガキの中から面白い内容のものを『メイメイ賞』『倉田賞』として選び、採用者にネタ音声を送る仕様に変更していた。御苑生が卒業してからは、マンスリーパーソナリティーの名前を冠とした『○○賞』が代替されている。

## コーナー
ふつヲタ
おなじみ「普通のおたより」コーナー。
帰ってきた何でも世論調査
パーソナリティ二人が異なる意見をプレゼンしてぶつけあい、自己満足に浸るというコーナー。放送後にはtwitterアンケートで投票を行い民意を確認する。
オタク暗黒あるあるときどきヘヴン
暗黒側として日々のオタク活動でありがちな暗黒面に堕ちてしまうようなあるあるネタ怒りネタを募集、ヘヴン側としてオタク活動での神展開もちょろっと紹介する事もある。
エロゲ川柳
タイトル通り、エロゲの日常やエロゲでの句を詠んでいくコーナー。

## 終了したコーナー
いまどきKJE（広辞苑的な意味で）
番組発の流行語を作ろうとのコンセプトの基、独自のアルファベット略語を開発して「ないある広辞苑」を完成させるコーナー。当初は略語のみを募集してパーソナイティーが意味を考えていたが、途中から意味もまとめて投稿してもらい、それを二人が提示し合う対決を行って選りすぐる方式に変わった。最終的には提示された略語の大半が採用されるようになり、A～Zまでの網羅を完了して「広辞苑」は完成し、コーナーは終了した。なお広辞苑はHPで閲覧可能。
わからないにもほどがある
冒頭にあるミニコーナー。リスナーから日常に経験した不条理・不可解な出来事を一通紹介する。
OG（大喜利）-promotion
大喜利コーナー。HP上に出したお題からリスナーが回答を投稿し、それを受けて倉田とゲスト声優がボケるスタイルを採用する予定。
涙の貧坊／ささやかな幸せ
リスナーからの貧乏自慢と幸せ自慢を紹介するコーナー。当初は貧乏自慢だけを紹介していたが、幸せ自慢の投稿が多くなったために現在の形になった。なお「貧乏」ではなく「貧坊」なのはスタッフによる登録商標対策らしい。
なんでも世論調査
第 9回終盤のトーク内で派生したコーナー。倉田と御苑生が毎回のテーマごとに自分がお薦めするタイトルを提示・プレゼンを行い、リスナーからの投票で勝敗を決める。投票は番組HPで行っている。ゲストがいる回はゲストも参戦しているが、番組ディレクターが参戦したこともある。第1回目のテーマは「おでんの具材」だった。第70回以降行われていない。
ないある懺悔室
リスナーから失敗したり後悔した赤裸々な体験を投稿してもらい、パーソナリティー2人が慰めたり弄ったりするコーナー。
お宝ない/ある鑑定団
リスナーが自慢するお宝を紹介する、自称ハートウォーミングなコーナー。宝は有形無形を問わず、タイトルの鑑定も厳密には行わず、感想を述べるだけである。
萌絵チュード
事前に倉田と御苑生が描いたキャラを番組HPに公開し、リスナーからキャラの設定を募集した上で互いのキャラを交換して即興芝居を行うというコーナー。非常に手間がかかるために4回しか行われていない。
天才募集中
リスナーから素材になりそうな作品を投稿してもらい、番組に生かそうというコーナー。これまでに番組主題歌とそのリアレンジ曲、バナー絵（HPで公開中）、萌絵チュードにインスパイアされたイラスト（ふつヲタ内で紹介）が紹介されている。現在は行われていない。
ないある愛言葉
リスナーから届いた「ない／ある」クイズに番組MCが挑戦。間違えたらリスナーが希望する台詞を読み上げる、というコーナー。
「あじたす」の輪
google+のサービスを使用したAG-promotionのサークル。パーソナリティーの記事に対してユーザーがコメントできる。ないあるで採用されたコメントにはパーソナリティーから返信メッセージをもらえる上、さらに+1が与えられる。
ないもねあ
第103回からの新企画。パーソナリティーに強制的に一発芸を発掘させ、次回までに特殊スキルを身につけさせる。身につけたスキルは公式プロフィールに記載される。

## エピソード
- 第 3回の天才募集中のコーナーで、リスナーから投稿された番組主題歌（歌なし）が発表される。歌詞とリアレンジを幅広く募集し、第17回で歌詞を発表、第19回で二人の歌入りバージョンが披露された。現在は歌のカラオケ版が番組テーマ曲となっている。
- 第 7回において、ゲーム収録で先にスタジオに来ていた桃井いちごが飛び入り出演して番組初のゲストとなった。しかしマネージャーに強制退去させられて出演していたのは番組冒頭のみだった。ちなみにノーギャラ出演である。
- 同じく第7回はコミケが近いということで、コミケSPと題してパーソナリティーがコスプレをして望んだ。倉田はミニスカポリス、御苑生はメイド服姿だった。
- 第 8回に倉田から御苑生にスクール水着がプレゼントされた。試着してくれと懇願する倉田に対し、御苑生は終始拒否。結局自宅で着た姿を携帯でアップすることで決着したが、未だに実現されていない。
- 第10回で行われた萌絵チュードで、倉田が思い描いたキャラ同士の妄想をリスナーがイラスト化。第11回で紹介後、暫くの間HPの壁紙に使われていた。
- 第13回からゲストのギャラを捻出するため、1回噛むごとに500円玉貯金をするシステムがスタートする。順調に積み立てられた貯金は第26回ゲストに呼ばれた芹園みやのギャラとなった。システムは現在も継続中である。
- 第18回で氷室百合が飛び入りゲストで登場。しかしマネージャーに確認していなかったために一言（笑いはOK）しか声が出せなかった。
- 第20回のふつヲタ内にて御苑生のサプライズ誕生会を開催。倉田に歳を聞かれた御苑生は、永遠の22歳を宣言。理由は17歳だとアダルトゲームに出られないから。
- 第22回は倉田が別仕事で不参加。御苑生が一人でラジオを行った。
- 第30回は倉田の別番組金田まひる・倉田まりやのGalge.comラジオとコラボ企画を行った。ギャコラジのサプライズ企画の舞台裏を御苑生が密着する筋書きで行われた。企画意図は倉田へのサプライズだが、誕生日企画のような在り来りを嫌ったディレクターがギャコラジの企画に便乗したものである。
- 第31回から第33回まで夏コミSPと題して、毎回ゲストを変えて3日間の連続配信を実施した。なお配信方法が通常のダウンロードではなくzip配布となっていた。
- 第39回は御苑生に急な仕事が入り、倉田一人で番組を進行した。時間の穴埋めとしてキャララガールズ時代の倉田が参加した歌が流されている。
- 第40回はキャララ東京で収録された公開録音の模様が放送された。なおこの回はゲームブランドのしゃくなげがスポンサーになり、新作ゲームの宣伝を行った。番組に提供がつくのはこれが初である。
- 第41回は大晦日に配信されるのに合わせ、番組内で新年のカウントダウンを行った。そのため視聴する際の諸注意を、事前に公式HPに表示する配慮がなされた。
- 第44回に声優の柚原みうがファイアージュの新作シェイプシフターと関連ラジオのまりや・みう・ゆきなのシェイプラジオの宣伝のため告知なしで出演することとなり、倉田が急遽、自身のブログコメント欄に質問を募集することになった。
- 第45回は『ないある』雪祭りと称して、新潟にある苗場スキー場で収録を行った。ちなみに旅費は自腹である。
- 第50回を記念して、第45回の収録模様をHP上に動画を一週間限定で配信した。
- 第56回はコアいけぶくろでの公開録音の模様を配信したが、ゲストの金田まひるは顔出しNGのため、着ぐるみを被っての出演となった。
- 第59回と第60回の間に「秋のないある祭り」と称して、鈴鹿サーキットで行われた日本F1グランプリとコラボした企画を10月10日の深夜にニコニコ生放送で配信した。
- 第60回は上述の関係で生配信直後にスタジオ外で収録され、声が出せないため非常に静かな回となっている。
- 第64回はHPに収録日を事前告知した上で、事務所の後輩である藤乃理香、花澤さくらがゲストに登場。年内を締めくくった。
- 第66回はスタッフがインフルエンザでダウンしたために、急遽収録日を遅らせる事態となった。
- 2011年3月11日に発生した東日本大震災の影響により、13日と25日に予定していた3月分の配信を休止した。
- 第68回は冒頭のアバンメールを変更し、東日本大震災の被災者宛へのお見舞いメッセージを放送してから通常放送を開始した。またこの回の終盤にて、御苑生の4月分をもっての番組卒業が告知された。
- 第69回をもって御苑生が番組卒業。
- 第70回においてタイトルを『ないある！』に。マンスリーパーソナリティーを迎えて進行する体制に変更。
- 第79回より氷室百合がメインパーソナリティとなる。
- 第96回 2013年3月10日配信。パーソナリティーは藤乃理香、柚原みう。コーナーはふつおた、「あじたす」の輪、ないある愛言葉。アニメとゲームの収録について感想を述べた。柚原みうがスキーで「滑る」ことが発覚した。
- 第97回 2013年3月24日配信。パーソナリティーは藤乃理香、柚原みう。コーナーはフリートーク、ふつおた、「あじたす」の輪、妄想ドラマシアター。キャララガールズには持ち歌があることが発覚。パーソナリティー同士のセクCなセリフ対決では柚原みうが勝利した。
- 第98回 2013年4月7日配信。パーソナリティーは藤乃理香、柚原みう。コーナーはフリートーク、ふつおた、「あじたす」の輪、ディクショナリーこしゃくなりー。声優というお仕事の取材を受けたことについて語り合った。また、ないあるのゆるキャラの募集が開始された。第1期のディクショナリーこしゃくなりーは藤乃理香の罰ゲームで決定。鮒寿司を食べる動画がアップされた。
- 第99回 2013年4月21日配信。パーソナリティーは藤乃理香、柚原みう。コーナーはふつおた、「あじたす」の輪、ないある愛言葉。柚原みうが「真市」を「まいち」と読んだ。
- 第100回 2013年5月26日配信。パーソナリティーは藤乃理香、柚原みう。コーナーはふつおた、ないあるのゆるキャラ途中経過発表、「あじたす」の輪、ディクショナリーこしゃくなりー。収録途中から星野七海がパーソナリティーとして合流した。
- 第101回 2013年7月7日配信。パーソナリティーは藤乃理香、柚原みう、星野七海。ゲストにはREIKAを迎えた。コーナーはふつおた、ないあるのゆるキャラ途中経過発表、「あじたす」の輪。前回からパーソナリティーとなった星野七海が自己紹介を行った。
- 第102回 2013年8月31日配信。パーソナリティーは藤乃理香、柚原みう、星野七海。コーナはフリートーク、「あじたす」の輪、ディクショナリーこしゃくなりー。
- 第103回 2013年9月15日配信。パーソナリティーは藤乃理香、柚原みう、星野七海。コーナはフリートーク、「あじたす」の輪、妄想ドラマシアター、ないもねあ。妄想ドラマシアターでは柚原みうがアンドロイドを演じた。ないもねあは第1回。星野七海が白い液体をイッキ飲みし、動画も公開された。次回の特殊スキルはモノマネに決定し、現在の腕前として「朝はパン派」「キターー」「タラちゃん」を披露した。
- 第104回 2013年12月15日配信。パーソナリティーは藤乃理香、柚原みう、星野七海。コーナーはふつおた、「あじたす」の輪、ないもねあ。ないもねあでは星野七海のモノマネが特殊スキルに選ばれた。また、次回の特殊スキルはすべらない話に決まった。
- 第105回 2013年12月31日配信。パーソナリティーは藤乃理香、柚原みう、星野七海。23時30分から視聴するとパーソナリティーのカウントダウンで新年を迎えられる「ないある」式カウントダウン放送を行った。コーナーはないあるゆく年くる年、「Time of Eternity」の放送、ふじななみう10大ニュース、今年の目標、「あじたす」の輪、ふつおた。尚、来年の目標はそれぞれ「はじける」「CDデビュー」「ちゅぱ音を極める」である。
- 第106回 2014年2月2日配信。パーソナリティーは藤乃理香、柚原みう、星野七海。コーナーはフリートーク、「あじたす」の輪、ディクショナリーこしゃくなりー。ないあるのゆるキャラはまだまだ募集中。ディクショナリーこしゃくなりーでは星野七海が知識を発揮して大正解となった。
- 第107回 2014年2月9日配信。パーソナリティーは藤乃理香、柚原みう、星野七海。コーナーはフリートーク、「あじたす」の輪、ないある愛言葉、ないもねあ。藤乃理香が愛の言葉をもって柚原みうに謝罪した。ないもねあでは柚原みうの特殊スキルにすべらない話が追加された。また、次回の特殊スキルは楽器演奏に決まった。
- 第108回 2014年3月9日配信。パーソナリティーは藤乃理香、柚原みう、星野七海。コーナーはフリートークスペシャル、「あじたす」の輪、ないあるのゆるキャラ途中経過発表。パーソナリティーから新コーナー募集の提案がなされた。
- 第109回 2014年4月13日配信。パーソナリティーは藤乃理香、柚原みう、星野七海。ゲストに花澤さくらを迎え、お酒を飲みながらの放送となった。コーナーはふつおた、ディクショナリーこしゃくなりー、フリートークスペシャル。第2期のディクショナリーこしゃくなりーは柚原みうの罰ゲームで決定した。
- 第110回 2014年9月21日配信。パーソナリティーは藤乃理香、柚原みう、葉村夏緒(星野七海役)。星野七海が病欠のため、葉村夏緒が代役を務めた。コーナーはふつおた、フリートークスペシャル、「あじたす」の輪。柚原みうが会津の名所「五色沼」を「ごしょくぬま」と読んだ。
- 第111回 2014年10月5日配信。パーソナリティーは藤乃理香、柚原みう、星野七海。前回病欠の星野七海が復帰した。コーナーはふつおた、「あじたす」の輪、ディクショナリーこしゃくなりー。ディクショナリーこしゃくなりーの景品について議論する中で、オープニングに歌詞があることが発覚。第3期の罰ゲームはカレンダー写真の被写体となることに決定した。
- 第112回 2014年11月9日配信。パーソナリティーは藤乃理香、柚原みう、星野七海。コーナーはフリートーク、「あじたす」の輪、ないもねあ。ないもねあでは藤乃理香と柚原みうがリコーダーを披露したのに対し、星野七海がボイスパーカッションで周囲を驚かせた。結果は藤乃理香に特殊スキルが追加された。また、次回の特殊スキルは「コントをつくる」に決まった。
- 第113回 2015年3月15日配信。パーソナリティーは藤乃理香、柚原みう、星野七海。コーナーはフリートーク、涙の貧坊／ささやかな幸せ、「あじたす」の輪。星野七海が仕切り役に抜擢された。
- Reないある 2016年5月20日配信。パーソナリティーは藤乃理香、柚原みう。リスナーから(1)あなたにこの1年で起きた出来事を教えて(2)「ないある」へひと言を募集し、ニコニコ生放送で配信された。

## ゲスト
- 桃井いちご（声優・第7回c74コミケSPの冒頭のみ、第33回）
- 芹園みや（声優・第26回）
- 金田まひる（声優・第30回の楽屋トークのみ、第56回）
- 西口有香（声優・第31回）
- 氷室百合（声優・第18回、第32回）
- 柚原みう（声優・第44回）
- 藤乃理香（声優・第64回）
- 花澤さくら（声優・第64回、第109回）
- ゆきのじょう（ゲーム会社テイルスキット営業広報担当者・第21回）
- REIKA (歌手声優・第101回)